# Campeonato de Brasil de la clase Snipe
El Campeonato de Brasil de la clase Snipe es la competición más importante que la clase internacional Snipe de vela celebra en Brasil. Se disputa anualmente. 

## Palmarés
| Año  | Patrón                                             | Proel                                     | Flota                                                        |
| 1945 | Orlando Coelho                                     |                                           | Santa Catarina                                               |
| 1947 | Fernando Pimentel Duerte Wolfgang Richter (empate) | Geraldo Q. Matoso Carlos Cyrillo (empate) | Iate Clube do Rio de Janeiro Yacht Club Santo Amaro (empate) |
| 1949 | Joseph William Morris Brown                        | Peter Mac Gregor                          | Iate Clube do Espírito Santo                                 |
| 1951 | Paulo L. Von Schilgen                              | Jorge Burns                               | Iate Clube do Espírito Santo                                 |
| 1952 | Adhemar Bezerra de Melo                            | Arnaldo Bastos                            | Cabanga Iate Clube de Pernambuco                             |
| 1953 | Pierre Mattos                                      | Geraldo Rocha Pombo                       | Cabanga Iate Clube de Pernambuco                             |
| 1954 | Clio Guimarães                                     | Emílio Salvi                              | Cabanga Iate Clube de Pernambuco                             |
| 1955 | Gabriel Gonzales                                   | Nelson Piccolo                            | Clube dos Jangadeiros                                        |
| 1956 | Gabriel Gonzales Alfredo Bercht (empate)           | Nelson Piccolo Eduardo Jacobson (empate)  | Clube dos Jangadeiros                                        |
| 1957 | Kurt Keller                                        | Sérgio Christo                            | Clube dos Jangadeiros                                        |
| 1958 | Gabriel Gonzales                                   | Nelson Piccolo                            | Clube dos Jangadeiros                                        |
| 1959 | Gabriel Gonzales                                   | Nelson Piccolo                            | Clube dos Jangadeiros                                        |
| 1960 | Gabriel Gonzales                                   | Nelson Piccolo                            | Clube dos Jangadeiros                                        |
| 1961 | Axel Schmidt                                       | Oscar Mattoso Maia                        | Rio Yacht Club                                               |
| 1962 | Reinaldo Conrad                                    | Burkhard Cordes                           | Yacht Club Santo Amaro                                       |
| 1963 | Reinaldo Conrad                                    | Ralph Conrad                              | Yacht Club Santo Amaro                                       |
| 1964 | Reinaldo Conrad                                    | Mário Buckup                              | Yacht Club Santo Amaro                                       |
| 1965 | Axel Schmidt                                       | Erik Schmidt                              | Rio Yacht Club                                               |
| 1966 | Nelson Piccolo                                     | Carlos Lorenzi                            | Clube dos Jangadeiros                                        |
| 1967 | Nelson Piccolo                                     | Carlos Lorenzi                            | Clube dos Jangadeiros                                        |
| 1968 | Cristiano da Rocha Miranda Pontes                  | José da Rocha Miranda Pontes              | Clube dos Jangadeiros                                        |
| 1969 | Reinaldo Conrad                                    | Marcos Morais de Barros                   | Yacht Club Santo Amaro                                       |
| 1970 | Axel Schmidt                                       | Arnaldo Caldas                            | Rio Yacht Club                                               |
| 1971 | Gastão Altmayer                                    | Host Brandau                              | Clube dos Jangadeiros                                        |
| 1972 | Jörg Bruder                                        | Pierre André Ruprecht                     | Yacht Club Paulista                                          |
| 1973 | Boris Ostergren                                    | Leo Penter                                | Veleiros do Sul                                              |
| 1974 | Marco Aurélio Paradeda                             | Reiner Weipercht                          | Clube dos Jangadeiros                                        |
| 1975 | Marco Aurélio Paradeda                             | Herbert Heidrich                          | Clube dos Jangadeiros                                        |
| 1976 | Marco Aurélio Paradeda                             | Luiz Penjovic                             | Clube dos Jangadeiros                                        |
| 1977 | Boris Ostergren                                    | Ernesto Neugebauer                        | Veleiros do Sul                                              |
| 1978 | Ivan Pimentel                                      | Alex Weil                                 | Iate Clube do Rio de Janeiro                                 |
| 1979 | Boris Ostergrin                                    | Ernesto Naugenbauer                       | Clube dos Jangadeiros                                        |
| 1980 | Torben Grael                                       | Lars Grael                                | Rio Yacht Club                                               |
| 1981 | Torben Grael                                       | Lars Grael                                | Rio Yacht Club                                               |
| 1982 | Pedro Bulhões                                      | Ricardo Stabile                           | Iate Clube do Rio de Janeiro                                 |
| 1983 | Paulo Santos                                       | Marçalo Santos                            | Clube de Campo do Castelo                                    |
| 1984 | Paulo Santos                                       | Cássio Ashauer                            | Clube de Campo do Castelo                                    |
| 1985 | Paulo Santos                                       | Cássio Ashauer                            | Clube de Campo do Castelo                                    |
| 1986 | Paulo Santos                                       | Cássio Ashauer                            | Clube de Campo do Castelo                                    |
| 1987 | Torben Grael                                       | Luiz Marcelo Maia                         | Rio Yacht Club                                               |
| 1988 | Ivan Pimentel                                      | Luiz Pejnovic                             | Iate Clube do Rio de Janeiro                                 |
| 1989 | Paulo Santos                                       | Ricardo Santos                            | Clube de Campo do Castelo                                    |
| 1990 | Torben Grael                                       | Anders Schmidt                            | Rio Yacht Club                                               |
| 1991 | George Nehm                                        | Henrique Bergallo                         | Clube dos Jangadeiros                                        |
| 1992 | Alexandre Paradeda                                 | Caio Vergo                                | Clube dos Jangadeiros                                        |
| 1993 | Ivan Pimentel                                      | Anders Schmidt                            | Iate Clube do Rio de Janeiro                                 |
| 1994 | Jorge Nehm                                         | Fernando Krahe                            | Clube dos Jangadeiros                                        |
| 1995 | Alexandre Paradeda                                 | Flávio Fernandes                          | Clube dos Jangadeiros                                        |
| 1996 | Alexandre Paradeda                                 | Flávio Fernandes                          | Clube dos Jangadeiros                                        |
| 1997 | Alexandre Paradeda                                 | Flávio Fernandes                          | Clube dos Jangadeiros                                        |
| 1998 | Alexandre Paradeda                                 | Flávio Fernandes                          | Clube dos Jangadeiros                                        |
| 1999 | André Otto Fonseca                                 | Rodrigo Duarte                            | Clube dos Jangadeiros                                        |
| 2000 | André Otto Fonseca                                 | Rodrigo Duarte                            | Clube dos Jangadeiros                                        |
| 2001 | Alexandre Paradeda                                 | Eduardo Paradeda                          | Clube dos Jangadeiros                                        |
| 2002 | Ivan Pimentel                                      | Felipe Novelo                             | Iate Clube do Rio de Janeiro                                 |
| 2003 | Bruno Bethlem                                      | Dante Bianchi                             | Iate Clube do Rio de Janeiro                                 |
| 2004 | Alexandre Paradeda                                 | Roberto Paradeda                          | Clube dos Jangadeiros                                        |
| 2005 | Bruno Bethlem                                      | Pedro Tinoco                              | Iate Clube do Rio de Janeiro                                 |
| 2006 | Bruno Bethlem                                      | Dante Bianchi                             | Iate Clube do Rio de Janeiro                                 |
| 2007 | Bruno Bethlem                                      | Dante Bianchi                             | Iate Clube do Rio de Janeiro                                 |
| 2008 | Bruno Bethlem                                      | Dante Bianchi                             | Iate Clube do Rio de Janeiro                                 |
| 2009 | Bruno Bethlem                                      | Dante Bianchi                             | Iate Clube do Rio de Janeiro                                 |
| 2010 | Bruno Bethlem                                      | Dante Bianchi                             | Iate Clube do Rio de Janeiro                                 |
| 2011 | Alexandre Paradeda                                 | Gabriel Kieling                           | Clube dos Jangadeiros                                        |
| 2012 | Bruno Bethlem                                      | Dante Bianchi                             | Iate Clube do Rio de Janeiro                                 |
| 2013 | Bruno Bethlem                                      | Dante Bianchi                             | Iate Clube do Rio de Janeiro                                 |
| 2014 | Alexandre Paradeda                                 | Gabriel Kieling                           | Clube dos Jangadeiros                                        |
| 2015 | Alexandre Paradeda                                 | Lucas Aydos                               | Clube dos Jangadeiros                                        |
| 2016 | Mateus Tavares                                     | Gustavo Carvalho                          | Yacht Clube da Bahía                                         |
| 2017 | Alexandre Paradeda                                 | Lucas Mazim                               | Clube dos Jangadeiros                                        |
| 2018 | Alexandre Paradeda                                 | Lucas Mazim                               | Clube dos Jangadeiros                                        |
| 2019 | Alexandre Paradeda                                 | Gabriel Kieling                           | Clube dos Jangadeiros                                        |
| 2020 | Mateus Tavares                                     | Flavio W. Castro                          | Yacht Clube da Bahía                                         |
| 2022 | Juliana Duque                                      | Rafael Martins                            | Yacht Clube da Bahía                                         |
| 2023 | Juliana Duque                                      | Rafael Martins                            | Yacht Clube da Bahía                                         |
| 2024 | Bruno Bethlem                                      | Dante Bianchi                             | Iate Clube do Rio de Janeiro                                 |
| 2025 | Juliana Duque                                      | Rafael Martins                            | Yacht Clube da Bahía                                         |

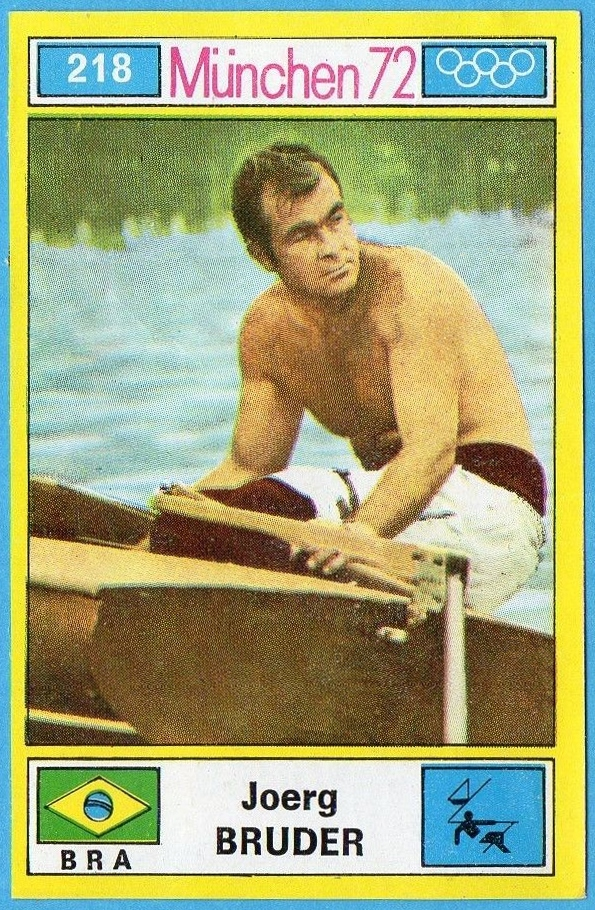
Jörg Bruder
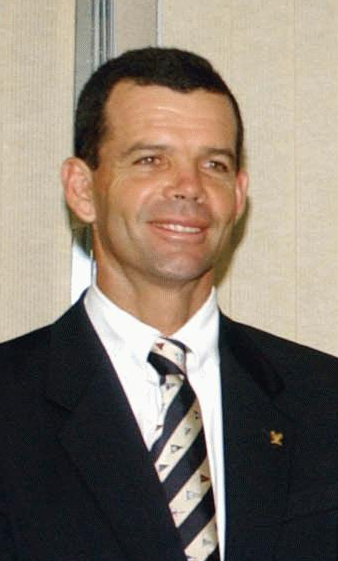
Torben Grael
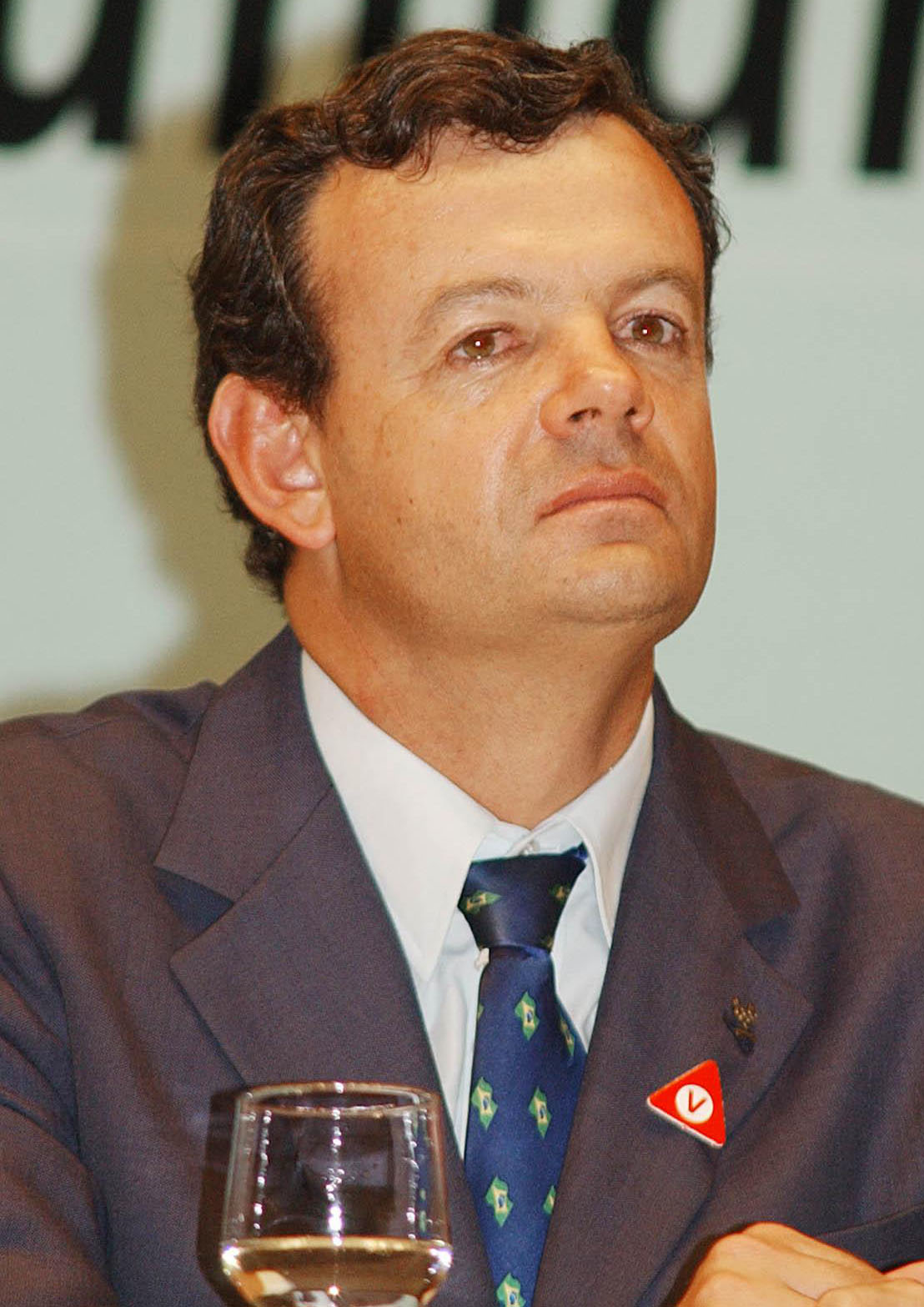
Lars Grael
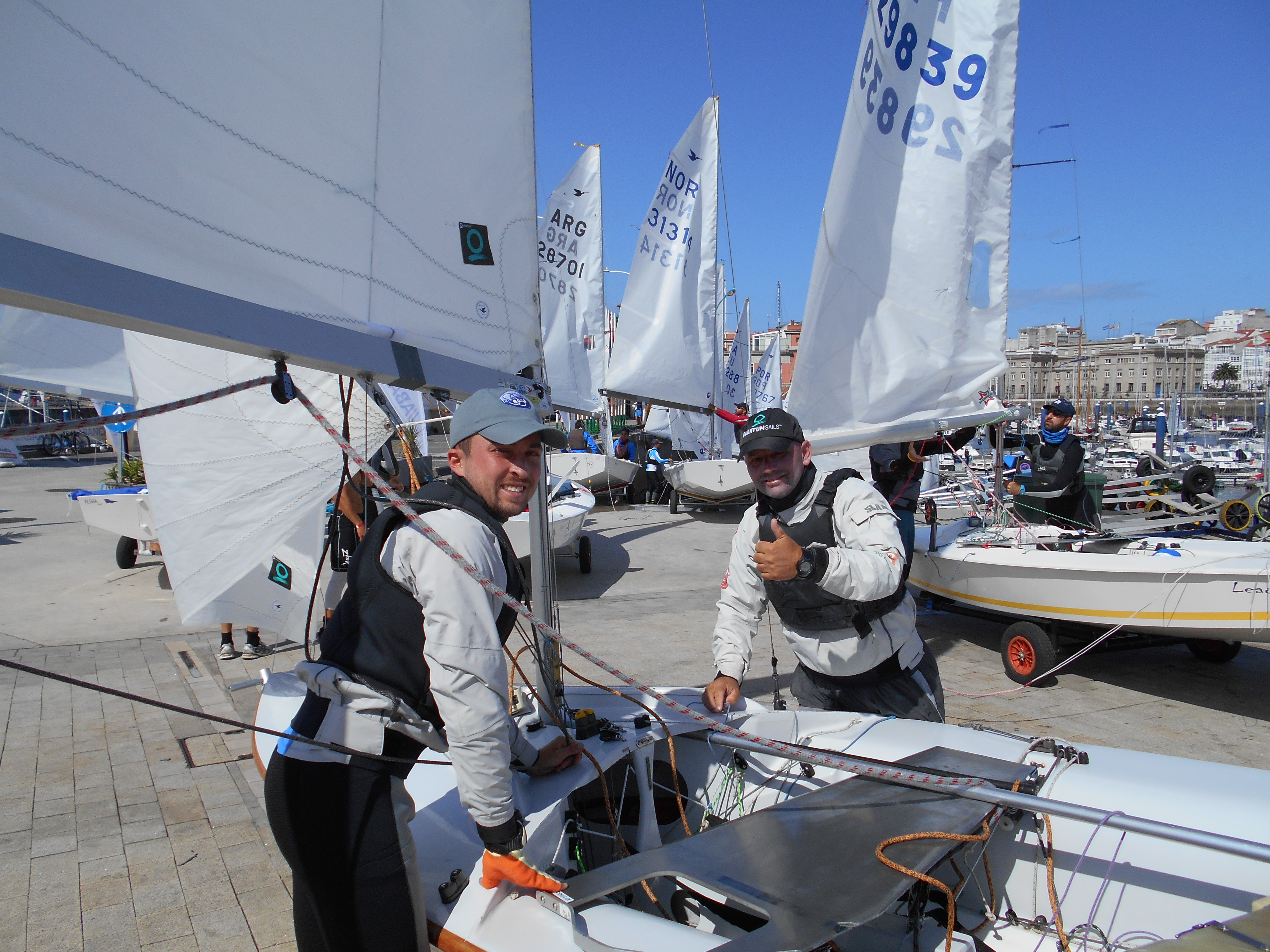
Alexandre Paradeda y Lucas Chilatz  Mazim
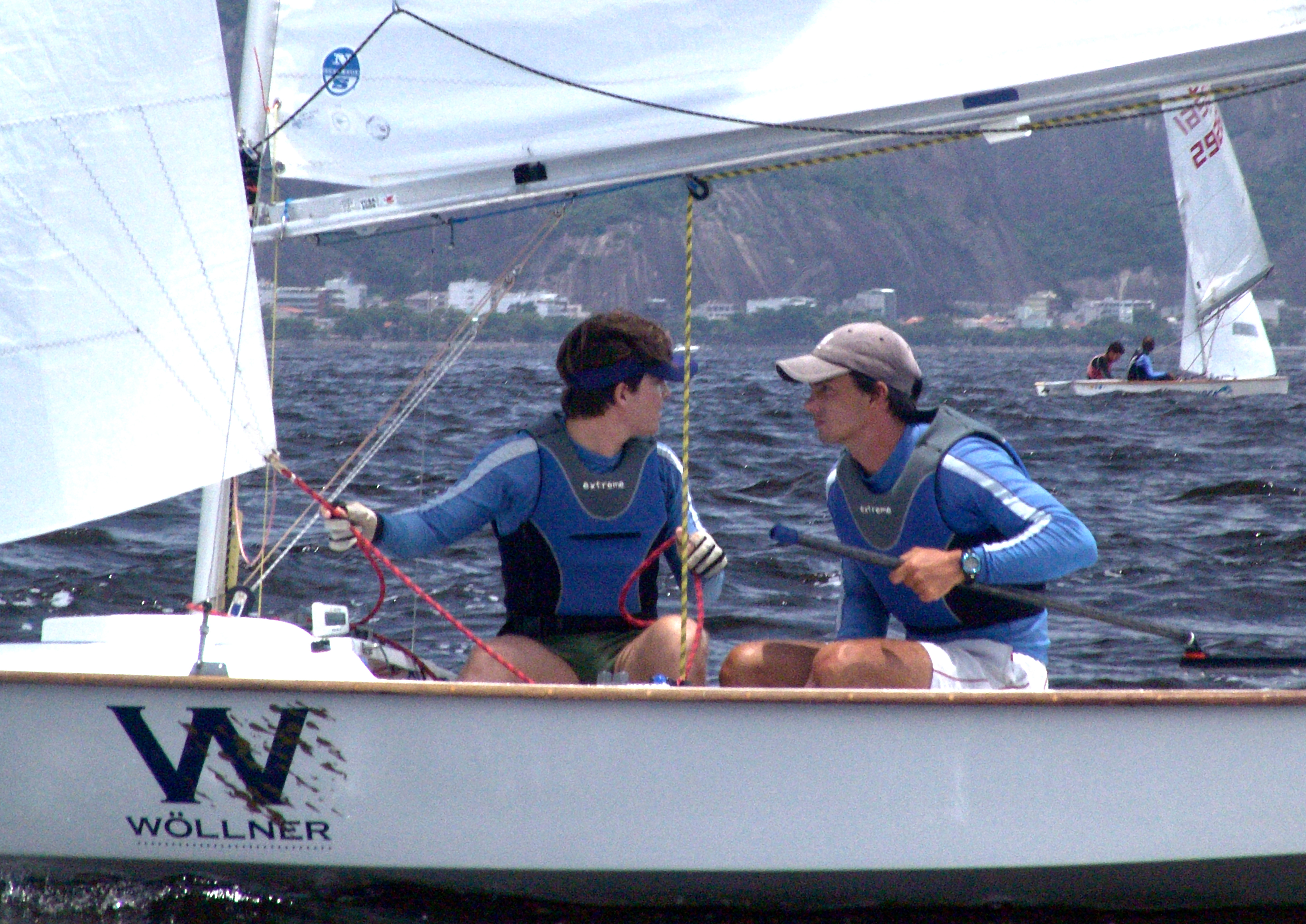
Bruno Bethlem y Dante Bianchi